# Henry Witherby
Henry Forbes (surnommé Harry) Witherby est un ornithologue britannique, né le 7 octobre 1873 et mort le 11 décembre 1943.

## Biographie
L’imprimerie familiale, H.F. & G. Witherby & Co., commence à faire paraître des livres sur les oiseaux au début du XXe siècle. Très jeune, Witherby se consacre à l’étude des oiseaux et se spécialise notamment sur l’avifaune espagnole et britannique. Il voyage beaucoup et visite l’Iran, la péninsule de Kola et le Nil Blanc. Il décrit ce dernier voyage dans son livre qui paraît en 1902, Bird Hunting on the White Nile. Witherby fonde en 1907 la revue British Birds.
Il organise l’un des deux premiers centres de baguage d’oiseaux de l’histoire, en 1909 (qui fusionneront durant la Première Guerre mondiale). La British Trust for Ornithology (BTO) prendra en charge ce baguage, encore en cours aujourd’hui, en 1937.
Witherby dirige le British Ornithologists' Club de 1924 à 1927 et le conseil de la British Ornithologists' Union (BOU) de 1933 à 1938. Il est membre fondateur de la BTO et son premier vice-président. Il finance cette organisation en vendant au British Museum sa riche collection d’oiseaux naturalisés.
La principale œuvre de Witherby est son The Handbook of British Birds qui paraît en cinq volumes de 1938 à 1941. Il est réimprimé plusieurs fois, les dernières éditions comprenant quelques pages de corrections et d’ajouts, mais le texte demeure inchangé. La BOU l’honore en 1937 en lui attribuant la médaille Godman-Salvin.
Le Sirli de Witherby (Alaemon hamertoni) porte son nom.

## Source
- Bo Beolens et Michael Watkins (2003). Whose Bird? Common Bird Names and the People They Commemorate. Yale University Press (New Haven et Londres).